# Lambda (hordozórakéta)

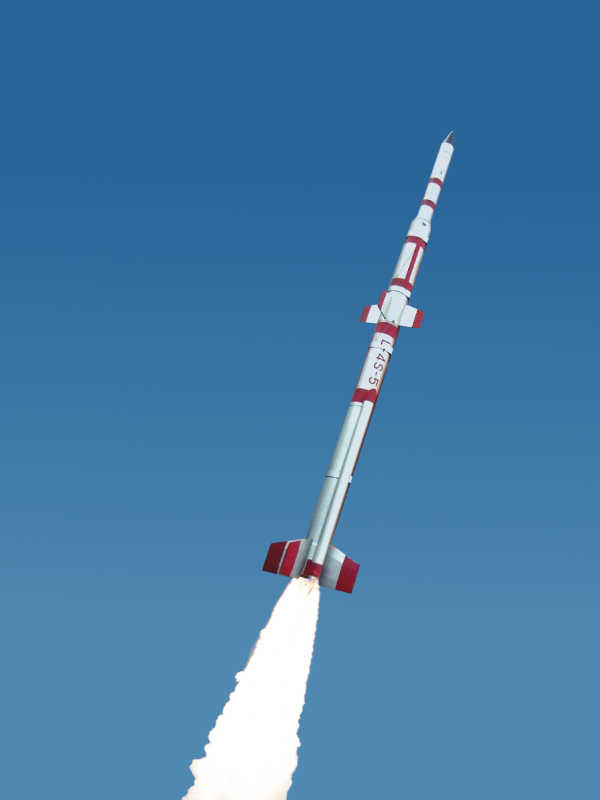
Lambda 4S

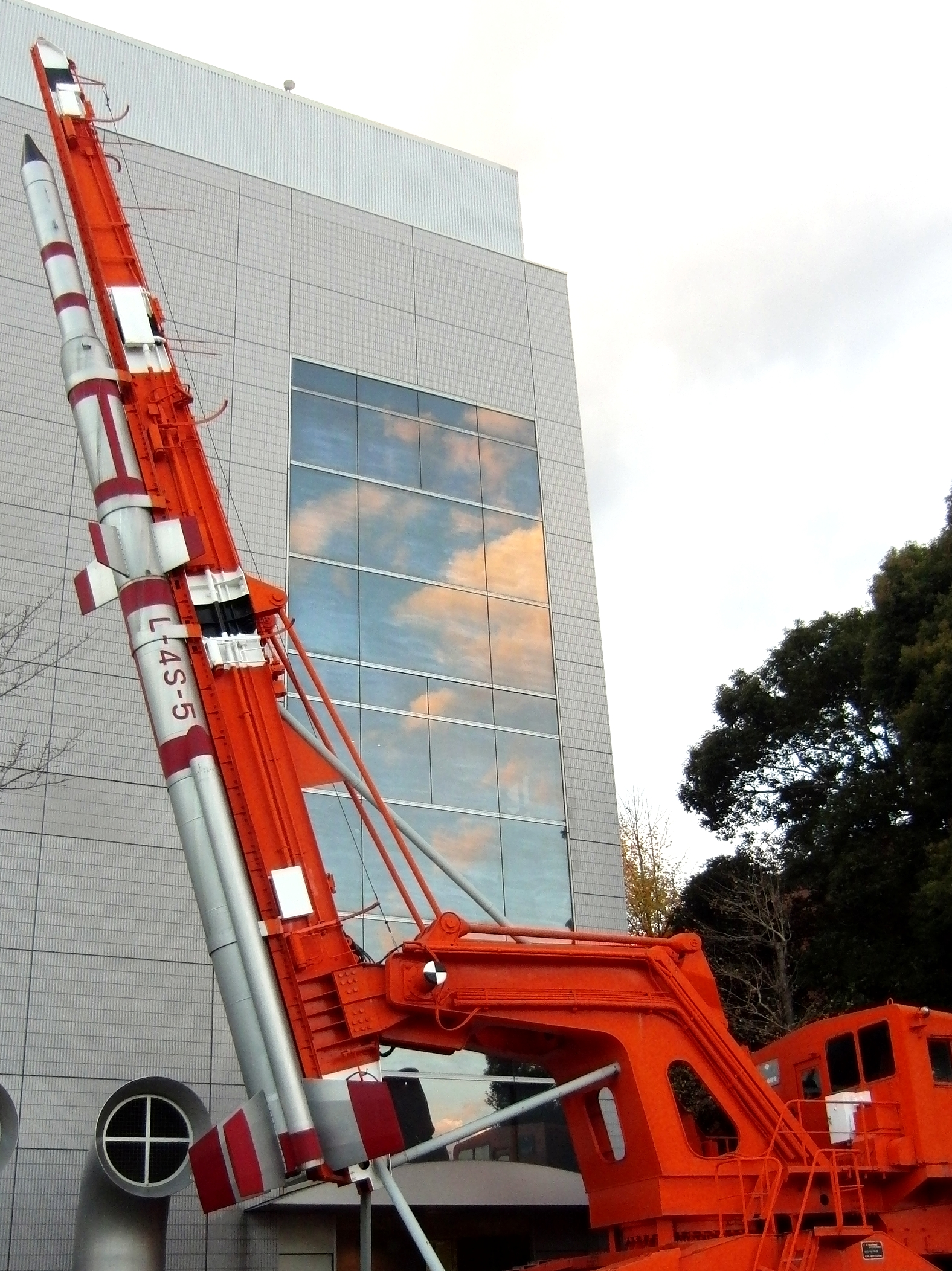
Lambda 4S

A Lambda japán négyfokozatú szilárd hajtóanyagú hordozórakéta, egyben a Japán Hadsereg legnagyobb rakétahordozó eszköze.

## Története
A Kappa (K) rakétacsaládot a Lambda (L) rakétaszondák követték. A Kappa és a Lambda rakétafejlesztésből kiinduló Mu (M) rakéták már folyamatosan alkalmassá váltak műholdak szállítására. A Lambda nevet egy sor japán tesztrakéta viseli.
A második világháború után az 1952-es San Franciscó-i békeszerződés lehetővé tette a rakétafejlesztést. Ceruza rakétákkal folytattak kísérleteket.
1955-ben a japán MEXT (Ministry of Education, Culture, Sports, Science and Technology) egyik vezető munkatársa Itokava Hideo professzornak az javasolta, hogy a nemzetközi geofizikai év (IGY) (1957–1958) keretében a Föld felső légkörének (tengerszint feletti magassága: 100 kilométer) vizsgálatára indítsanak egy kutató űreszközt. Prof. Itokawa úgy döntött, hogy részt vesz a programban. Japán 1955-ben a Tokiói Városi Egyetem  koordinálásával megkezdte a hordozórakéta fejlesztést.
Itokava Hideo a Tokiói Városi Egyetem professzorának irányításával, japán mérnökök fejlesztésének eredményeként 1956–1981 között kialakították a Kappa rakétacsaládot. Az AVSA (Avionics and Supersonic Aerodynamics) nevű kutatócsoportot kifejlesztette az A (Alpha), B (Beta), K (Kappa) és O (Omega) rakétatípusokat. A fejlesztést fel kellett gyorsítani; az első eredmény a Kappa  (K) hordozórakéta kialakítása volt.
A K–4, K–5 és K–6 kísérleti példányok egyezőek voltak. A rakétateszteket a Michikawa Space Center keretében végezték. A kétfokozatú Kappa–6 rakétával 1958 szeptemberében felvitt műszerekkel sikeresen vizsgálták (napszél, hőmérséklet, kozmikus sugárzás) a mezoszférát. A program eleget tett a nemzetközi geofizikai év keretében vállaltaknak. 1960-ban Kappa–8 (K–8) hordozórakéta elérte a 200 kilométeres magasságot. 1960-ban Itokava Hideo és Akiba Rjódzsiró olyan dokumentumot készített, amely megalapozottan alátámasztatta egy többlépcsős rakéta kialakítását, egy műhold pályára állítását. 1962 augusztusában a Michikawa Space Center kilövőállványán egy Kappa–8L tesztrakéta felrobbant. Biztonsági követelmények miatt a további tesztelést a Kagosimai Űrközpont keretében kialakított kilövőállomáson végezték.
1962-ben a Kappa rakétacsalád továbbfejlesztésével olyan nagy rakéta (Lambda) tervezése, majd tesztelése kezdődött, amelynek motorja (Nissan RDTT) 40 tonna tolóerővel képes volt 100 kilogramm tömeget 1000 kilométer magasságba emelni. Az egyetemi reform következtében 1964-ben megalakították az ISAS-t. Hatáskörébe tartozott a mesterséges holdak tervezése és konstrukciója, aerodinamikai, űrelektronikai és hajtóanyag-vizsgálatok.
A négyfokozatú szilárd hajtóanyagú Lambda–SH–2 hordozórakéta 1966-ban 1800 kilométer magasságba emelt egy műszercsomagot, vizsgálva a sugárzási övezetet. A Nemzeti Műhold Tanács 1966-ban kilenc tudományos műhold pályára állítását tervezte.
A kagosimai ISAS űrközpont a legjelentősebb: három kilövőhellyel rendelkezik, a megfelelő technikai háttérrel (indítás, követés, megfigyelés, háttérépületek a szükséges kísérleti, ellenőrző feladatok ellátására) – egy a Kappa (K), egy a Lambda és egy a Mu hordozórakéták részére. Ez a Kyushu sziget délkeleti részén fekvő telep, amelyet 1970 óta használnak folyékony hordozórakéták és űrszondák felbocsátására. 1970. február 11-én volt az első sikeres indítás.

## Lambda rakéták
Lambda–4S – egy nagyon egyszerű (előállítását tekintve költséges) rakéta. Induló súlya 9480 kilogramm volt; egy 26 kilogrammos műhold feljuttatására volt alkalmas. Felépítése szerint négyfokozatú, szilárd hajtóanyagú rakéta; ellenőrzését elektronika, a kormányzást pedig aerodinamikai stabilizátorok biztosították.
Legfőbb fejlesztő intézete: Tokiói Városi Egyetem és fejlesztő intézete, az Űrkutatási és Asztronautikai Tudományos Intézet, Mitsubishi Electric Corporation.
Több mint 30 ipari vállalat vett részt a rakéták és berendezéseinek kifejlesztésében, elkészítésében. A fő résztvevők: Nissan Motor Corporation, a Mitsubishi Heavy Industries, a Matsushita Communication Industria Corporationl, Meisei Electric, Japán Aviation Electronics Industry, Nippon Electric Company (NEC).

### Lambda–4S
A Lambda–4S kilenc alkalommal indult, öt sikertelen és négy sikeres indítással.

#### Sikertelen indítások
1. 1966. szeptember 26-án indult az első teszt Lambda (L–4S–1). A tesztrakéta első három fokozata hibátlanul működött, az ellenőrzési rendszer technikai hibája miatt a negyedik fokozata letért a kijelölt pályáról.
2. 1966. december 20-án a második teszt Lambda (L–4S–2) negyedik fokozata letért a kijelölt pályáról (megsemmisítették).
3. 1967. április 13-án a harmadik teszt Lambda (L–4S–3) harmadik fokozta nem indult be. A Nemzeti Műhold Tanács 1966-bani elvárását a sikertelen tesztek mintegy három évvel meghosszabbították. Itokava Hideo elhagyta az ISAS-t, az űrprogram pénzét ideiglenesen más területen, a tengeri olajtárolók kapacitásának bővítésére fordították. (!) A NASA felajánlotta az együttműködését (saját rakéták biztosításával), amit átmenetileg elutasítottak, bízva a japán mérnökök szakmai felkészültségében. A folyékony hajtóanyagú rakéták kifejlesztésénél már vásároltak amerikai technológiákat. 1968-ban megnövelt költségvetési támogatással tovább folytatódott a rakétafejlesztés. A japán tengeri halászok a rakétakísérletek folytatása ellen tiltakozásuk érvényesítésére hivatalos levelet írtak a Kormányhoz.
4. 1969. szeptember 22-én a Lambda (L–4S–4) fellövése tizennyolc hónappal a harmadik sikertelen tesztet követte. A harmadik fokozatot az elektronikája nem megfelelő időben választotta le, a leváló negyedik fokozatnak csapódott. Sikertelenség.
5. 1970. február 11-én a Lambda (L–4S–5)  fellövésére került sor. A sikeres rakétaindítással Japán a Szovjetuniót, Amerikát, és Franciaországot  követve negyedikként vált saját hordozórakétával is rendelkező űrhatalommá.

Az első fokozat 15, a második 58, a harmadik 87, a negyedik 141 kilométer magasságba emelte az Ószumi műholdat, majd következett a passzív szakasz, ami 325 kilométerig tartott. A műhold elérte az első kozmikus sebességet, Föld körüli pályára állt. A földi irányító központ csak itt tudott vezérlő parancsot adni, hogy a giroszkópos stabilizáló álljon a meghatározott pozícióba. A gázfúvókák 3 fordulat/másodperc pörgési sebességet beállították, majd a programnak megfelelően létrejött a rádiókapcsolat.
1. 1974. szeptember 1-jén indult az űrprogramot támogató utolsó rakéta.

#### Fejlesztések

##### L–4S
Az L–4S rakéta-program képezte a Mu rakéta-program alapját. Tesztrakéta, célja a szuborbitális légkör elérése.
- Első indítás: 1963. augusztus 10-én
- Utolsó indítás: 1977. augusztus 16-án
- Indítások száma: 35
- Kivonva: 1977

##### LS–A
Kétfokozatú szilárd hajtóanyagú tesztrakéta, célja a szuborbitális légkör elérése. A négy indítás során 50 kilométerről 150 kilométerre tudták növelni a magassági pontot.
- Motorjai: 1 x LS–A Booster + 1 x LS–A
- Bruttó tömege: 800 kilogramm
- Magassága: 7,50 méter
- Átmérője: 0,35 méter
- Tolóereje: 60.00 kN
- Pályamagasság: 150 kilométer
- Első indítás: 1963. augusztus 10.
- Utolsó indítás: 1965. november 22-én
- Indítások száma: 4

##### Lambda–2
Első teszt sikertelen, második tesztrakéta 500 kilométerre emelkedett.
- Hasznos teher: 180 kilogramm
- Bruttó tömege: 6300 kilogramm
- Hasznos teher: 180 kilogramm
- Magassága: 15,50 méter
- Átmérője: 0.74 méter
- Tolóereje: 970.00 kN
- Pályamagassága 500 kilométer
- Első indítás: 1963. augusztus 24-én
- Utolsó indítás: 1963. december 11-én
- Indítások száma: 2

##### Lambda–3
Négyfokozatú tesztrakéta (Kappa–8).
- Motorjai: 2 x SB-310 + 1xL735 + 1xK420 + 1xKappa 8
- Bruttó tömege: 7000 kilogramm
- Magassága: 17,40 méter
- Átmérője: 0.74 méter
- Tolóereje: 970.00 kN
- Pályamagassága: 2150 kilométer
- Első indítás: 1964. július 11-én
- Utolsó indítás: 1965. március 18-án
- Indítások száma: 3

##### Lambda–3H
Négyfokozatú szilárd hajtóanyagú tesztrakéta.
- Motorjai: 2xSB-310 + 1xL735 L735 + 1x(1/3) + 1xL500
- Bruttó tömege: 8,200 kilogramm
- Magassága: 16,50 méter
- Átmérője: 0.74 méter
- Tolóereje: 970.00 kN
- Pályamagassága: 2000 kilométer
- Első indítás: 1966. március 5-én
- Utolsó indítás: 1977. augusztus 16-án
- Indítások száma: 9

##### Lambda–4
Az első orbitális, négyfokozatú szilárd hajtóanyagú tesztrakéta. 
- Hasznos teher: 26 kilogramm

##### Lambda–4S
Négyfokozatú szilárd hajtóanyagú tesztrakéta.
- Motorjai: 2x310 SB-1+ 1xL735 L735 (1/3) 1 + 1xL500 L480S
- Hasznos teher: 26 kilogramm
- Bruttó tömege: 9400 kilogramm
- Magassága: 16,50 méter
- Átmérője: 0.74 méter
- Tolóereje: 970.00 kN
- Pályamagassága: 5000 kilométer
- Első indítás: 1966. szeptember 9-én
- Utolsó indítás: 1970. február 11-én
- Indítások száma: 5

##### Lambda–S–C
- Kétfokozatú, szilárd hajtóanyagú tesztrakéta.
- Motorjai: 1xLS-C Booster + 1xLS-C
- Bruttó tömeg: 2300 kilogramm
- Magasság: 10,30 méter
- Átmérő: 0.60 méter
- Pályamagassága: 100 kilométer
- Első indítás: 1968. szeptember 19-én
- Utolsó indítás: 1974. február 9-én
- Indítások száma: 8

##### Lambda–4T
Négyfokozatú, szilárd hajtóanyagú orbitális tesztrakéta.
- Motorjai: 2x310 SB-1 + 1xL735 L735 (1/3) 1 + 1 x L500 L480S
- Bruttó tömege: 9400 kilogramm
- Magassága: 16,50 méter
- Átmérője: 0.74 méter
- Tolóereje: 970.00 kN
- Pályamagassága: 2000 kilométer
- Első indítás: 1969. szeptember 3-án
- Indítások száma: 1

##### Lambda–4SC
Négyfokozatú szilárd hajtóanyagú orbitális tesztrakéta.
- Motorjai: 2x310 SB-1 + 1xL735 L735 (1/3) 1 + 1xL500 L480S
- Bruttó tömege: 9400 kilogramm
- Magassága: 16,50 méter
- Átmérője: 0.74 méter
- Tolóereje: 970.00 kN
- Pályamagassága: 2000 kilométer
- Első indítás: 1971. augusztus 20-án
- Utolsó indítás: 1976. augusztus 30-án
- Indítások száma: 4

## Külső hivatkozások
- Mu. astronautix.com. (Hozzáférés: 2014. február 5.)
- Mu. astronaut.ru. (Hozzáférés: 2014. február 5.)